# Criollas de Caguas 2011
Questa voce raccoglie le informazioni riguardanti le Criollas de Caguas nella stagione 2011.

## Organigramma societario
Area direttiva
- Presidente: Francisco Ramos

Area tecnica
- Allenatore: Carlos Cardona

## Rosa
| N° | Nome                | Ruolo | Data di nascita  | Nazionalità sportiva |
| -- | ------------------- | ----- | ---------------- | -------------------- |
| 1  | Annerys Vargas      | C     | 7 agosto 1981    | Rep. Dominicana      |
| 2  | Ashley Aponte       | S     | -                | Porto Rico           |
| 3  | Stacey Gordon       | S     | 2 ottobre 1982   | Canada               |
| 5  | Brenda Castillo     | L     | 5 giugno 1992    | Rep. Dominicana      |
| 6  | Stephanie Enright   | S     | 15 dicembre 1990 | Porto Rico           |
| 7  | Michelle Nogueras   | P     | 5 dicembre 1988  | Porto Rico           |
| 8  | Yashire Molina      | L     | -                | Porto Rico           |
| 9  | Joedly Narváez      | S     | 18 ottobre 1991  | Porto Rico           |
| 10 | Diana Reyes         | C     | 29 aprile 1993   | Porto Rico           |
| 12 | Glorimar Ortega     | P     | 21 novembre 1993 | Porto Rico           |
| 12 | Odemaris Díaz       | C     | 15 marzo 1982    | Porto Rico           |
| 13 | Shirley Ferrer      | S/O   | 23 giugno 1991   | Porto Rico           |
| 15 | Lindsay Fletemier   | C     | 9 marzo 1988     | Stati Uniti          |
| 18 | Bethania de la Cruz | S/O   | 13 maggio 1987   | Rep. Dominicana      |